# Mirosław Sielatycki
Mirosław Zenon Sielatycki (ur. 6 marca 1957 w Sulęcinie) – polski nauczyciel i urzędnik samorządowy, autor pomocy dydaktycznych, w latach 1999–2006 dyrektor Centralnego Ośrodka Doskonalenia Nauczycieli, w latach 2010–2012 podsekretarz stanu w Ministerstwie Edukacji Narodowej.

## Życiorys
Ukończył studia z zakresu geografii ekonomicznej na Uniwersytecie Wrocławskim. Kształcił się na studiach podyplomowych na Uniwersytecie Warszawskim (z ochrony i kształtowania środowiska) i w Akademii Leona Koźmińskiego (z w administracji publicznej).
Od 1983 do 1997 pracował jako nauczyciel geografii w VI Liceum Ogólnokształcącym im. Tadeusza Reytana w Warszawie, wśród jego uczniów w tej szkole znalazło się sześciu finalistów i dwóch laureatów olimpiad geograficznych. Od 1990 do 1998 przez dwie kadencje zasiadał w radzie miejskiej Piastowa (początkowo jako przedstawiciel Komitetu Obywatelskiego). Był m.in. członkiem zarządu miasta. W 1998 został wicedyrektorem, zaś w 1999 premier Jerzy Buzek mianował go na dyrektora CODN. Uczestniczył w radach wielu programów edukacyjnych. Współtworzył podstawy programowe do liceum profilowanego, programy i publikacje w zakresie nauki przedsiębiorczości, edukacji europejskiej, międzykulturowej, ekonomicznej i ekologicznej. Samodzielnie lub we współpracy z innymi osobami wydał ponad 20 książek.
W czerwcu 2006 minister edukacji narodowej Roman Giertych podjął decyzję o jego odwołaniu z funkcji dyrektora CODN, zarzucając wydanie publikacji mającej w jego ocenie zachęcać szkoły do spotkań z organizacjami homoseksualnymi (co dotyczyło w rzeczywistości oficjalnego poradnika Rady Europy). W obronie Mirosława Sielatyckiego wystąpił szereg osób oraz organizacji, m.in. sekretarz generalny RE oraz Amnesty International. W tym samym miesiącu odwołał się on od decyzji ministra do sądu pracy. Do procesu po stronie Mirosława Sielatyckiego przystąpił rzecznik praw obywatelskich. W maju 2007 sąd pracy uznał, że odwołanie było niezgodne z obowiązującymi przepisami i dyskryminujące, przyznając powodowi odszkodowanie i zadośćuczynienie.
W 2007 objął stanowisko zastępcy dyrektora Biura Edukacji Urzędu m.st. Warszawy. W kwietniu 2010 został powołany na stanowisko podsekretarza stanu w Ministerstwie Edukacji Narodowej, zastępując Krzysztofa Stanowskiego. W październiku 2012 jego dymisję z tej funkcji przyjął premier Donald Tusk. Następnie powrócił do pracy w Urzędzie m.st. Warszawy.

## Odznaczenia
W 2014 odznaczony Krzyżem Oficerskim Orderu Odrodzenia Polski.

## Życie prywatne
Żonaty z Marią Sielatycką, ma dwóch synów.